# Pihalni orkester Videm Krško
Pihalni orkester Krško je pihalni orkester s sedežem v Krškem.
Ustanovljen je bil leta 1957, vodi pa ga dirigent Dejan Žnideršič.

## O orkestru
Leta 1956 se je pri delavcih takratne tovarne celuloze in papirja porodila misel, da bi ustanovili godbo na pihala. Pobuda Vladimirja Šega je takoj dobila vrsto somišljenikov in je ob podpori sindikata v takrat največji delovni organizaciji občine Krško dozorela do tolike meje, da se je misel že leta 1957 spremenila v dejstvo. Godba se je prvič predstavila pod vodstvom Maksa Umeka z nastopom za takratni kolektiv. 1. marca 1957 pa je bil izvoljen tudi prvi upravni odbor, dan pa štejemo za njen rojstni dan.
Na prvem nastopu je v godbi zaigralo 24 godbenikov, to število pa je z leti naraslo; leta 1982 šteje godba že 52 godbenikov, dvajset let kasneje pa že čez 70. Godba pa ni rasla le v številu godbenikov, vendar tudi po kakovosti. Že v osemdesetih letih je orkester prejel prva večja priznanja na republiškem tekmovanju. Prelomno leto pa je bilo leto 1990, ko je orkester osvojil zlato plaketo v prvi težavnostni skupini. Orkester pa kljub dosežkom ni počival ter se leta 1994 udeležil svojega prvega tekmovanja v tujini, španski Valenciji in prejel srebrno priznanje. Naslednje leto orkester prejme zlato priznanje s posebno pohvalo na državnem tekmovanju v koncertni, najvišji, skupini in s tem postane eden najboljših orkestrov v Sloveniji. Ta dva dogodka pa sta godbi odprla vrata sodelovanja na 13. svetovnem tekmovanju pihalnih orkestrov v Kerkradeju na Nizozemskem, kjer je z osvojenim zlatim priznanjem orkester potrdil svoj sloves in dokazal, da se lahko enakopravno kosa z najboljšimi orkestri v svetovnem merilu. Leta 2000 pa orkester ponovno odlično zaigra pred domačim občinstvom na državnem tekmovanju v koncertni težavnostni stopnji ter že drugič osvoji zlato priznanje s posebno pohvalo.
Izjemni dosežki orkestra so poleg vztrajnega dela godbenikov, zaslužni tudi po strokovnem in pedagoškem delu prof. Draga Gradiška, ki je orkester prevzel leta 1975 in mu brez predaha dirigiral vse do leta 2002. Korošec ni prispeval le k slovesu godbe, temveč tudi celemu rodu izvrstnih glasbenikov, med katere lahko štejemo tudi pozavnista Dejana Žnideršiča, ki je prvič poprijel za dirigentsko palico leta 2002 in postal dirigent orkestra marca leta 2004, po uspešnem letnem koncertu 2003, ko sta orkestru dirigirala oba dirigenta. Orkester pred novim dirigentom ne počiva. Maja 2006 se udeleži državnega tekmovanja in ponovno osvoji zlato plaketo s posebno pohvalo, odlično pa opravi tudi organizacijo tega tekmovanja.
Leta 2007 je orkester praznoval svojo 50. obletnico. Ob jubileju so najprej konec aprila pripravili razstavo slik ter ostalih spominkov v Kulturnem domu v Krškem. Največji dogodek pa je bil osrednji koncert, ki so ga pripravili v hali tovarne Vipap Videm Krško d.d. 6. oktobra, ki je simbolično ponazoril začetek godbe. Koncert so dobro sprejeli vsi poslušalci, saj je bila hala polna energije še ob koncu koncerta. Obletnico pa so slovesno zaključili decembra z letnim koncertom, na katerem so prvič podelili tudi interne plakete Rudija Dimca, ki ga bo godba namenila vsakemu godbeniku, ki je k orkestru prispeval velik delež k uspehu in delovanju orkestra.
Repertoar orkestra ni skromen, saj izvaja vse zvrsti glasbe: od narodne, zabavne pa vse do klasične.
Svojo kakovost potrjuje s svojim delom in nastopi, saj je orkester moč slišati na več deset nastopih skozi vse leto, kot tudi na zvočnih in video posnetkih.

## Dirigenti orkestra
- Maks Umek (1957–1975)
- Drago Gradišek (1975–2003)
- Dejan Žnideršič (2004–)

## Diskografija
- Pihalni orkester Videm & Big Band Videm, dirigent Drago Gradišek (COBISS) (COBISS) (kaseta in CD, Bizjak, 1992)
- Pihalni orkester Videm Krško – 40 let, dirigent Drago Gradišek (COBISS) (CD, 1997)
- Pihalni orkester Videm Krško 2000, dirigent Drago Gradišek (COBISS) (CD, 2000)
- Moški pevski zbor Svoboda Brestanica, Simfonični orkester Glasbene šole Krško, Pihalni orkester Videm Krško, Ženski zbor Odmev Krško – Na zdravje našim šestdesetim, dirigent Janko Avsenak (COBISS) (CD, Dream Studio Krt, 2005)
- Pihalni orkester Videm Krško – 50 let Pihalnega orkestra Videm Krško, dirigenti Maks Umek, Drago Gradišek in Dejan Žnideršič (COBISS) (CD, Dream Studio Krt, 2008)
- Pihalni orkester Videm Krško – Osrednji koncert ob 50-letnici Pihalnega orkestra Videm Krško: hala tovarne Vipap Videm Krško, 6. oktober 2007, dirigent Dejan Žnideršič (COBISS) (DVD, Dream Studio Krt, 2008)